# Maestro di San Verecondo

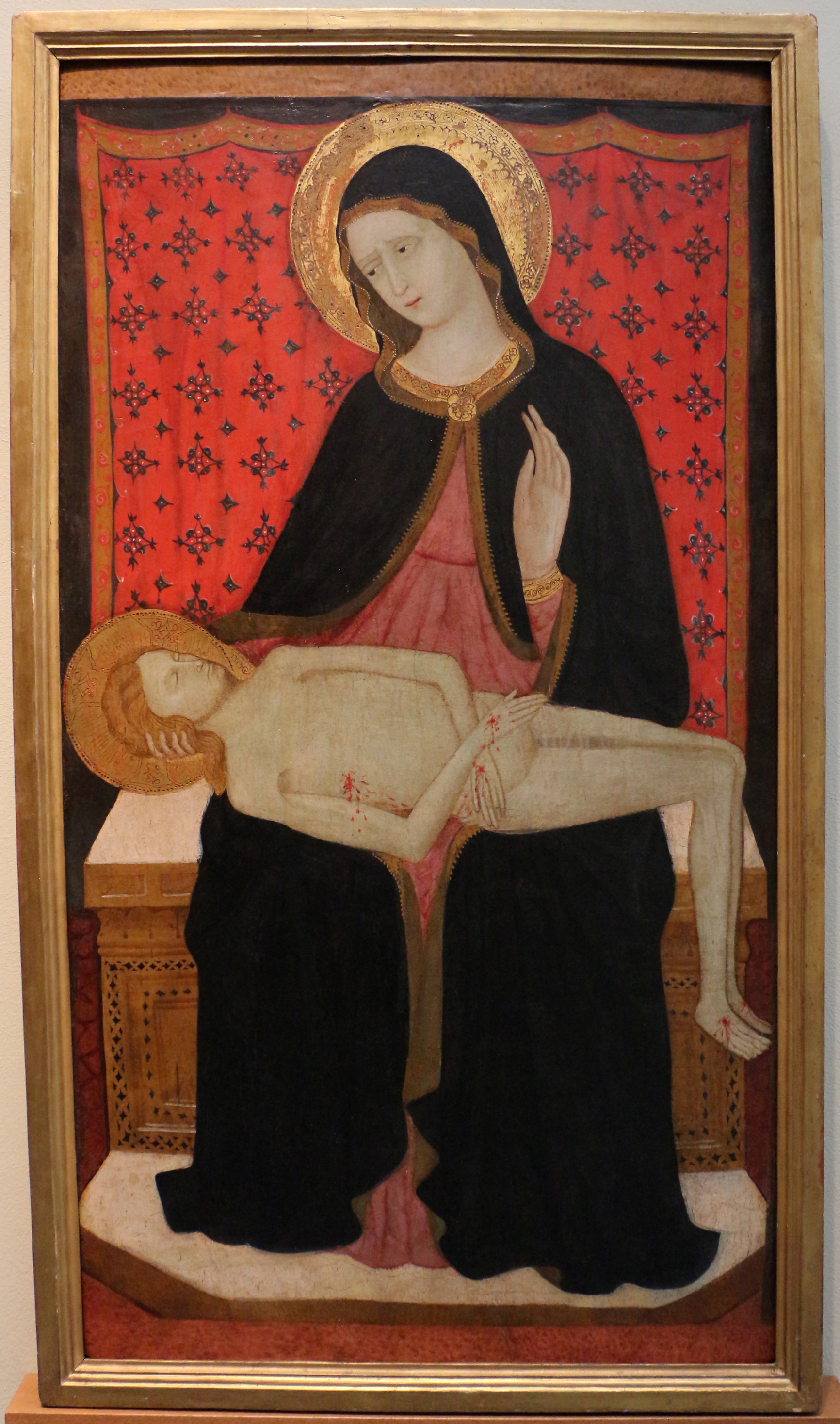
Madonna con Cristo morto 1415-30, nella Pinacoteca nazionale di Bologna

Maestro di San Verecondo (...) è un pittore italiano attivo nella prima metà del XV secolo, nelle città di Fabriano e Gualdo Tadino.

## Biografia
Il Maestro di San Verecondo è un pittore anonimo italiano attivo nella prima metà del XV secolo, la cui identità rimane sconosciuta. Il nome convenzionale deriva da una pala d'altare raffigurante San Verecondo, conservata presso la Pinacoteca Civica "Bruno Molajoli" di Fabriano. La pala raffigura la Madonna col Bambino tra i santi Agostino e Verecondo, opera che ha costituito il punto di riferimento per l'attribuzione dell'intero corpus artistico a lui riferito 
Pittore operante nel contesto del tardo gotico, è associato alle scuole marchigiane e umbre del primo Quattrocento, distinguendosi per una pittura elegante, decorativa, con attenzione alla linea e all’ornato dorato, tipici della tradizione gotica. Non si hanno notizie documentarie certe sulla sua vita, ma le sue opere testimoniano un'attività concentrata nel territorio tra Fabriano e Gualdo Tadino.

## Opere
- Madonna con Bambino in trono e angeli, 1400 - 1425, Castello di Gallico, Asciano
- Madonna della Misericordia, 1400 - 1424, Chiesa di Santa Chiara, Cagli
- Madonna con Bambino in trono, San Michele Arcangelo e santa Lucia, San Leonardo e san Vito, 1403, Chiesa di Santa Maria della Piazza, Cerreto D'esi
- Madonna con Bambino in trono, Sant'Agostino, San Verecondo, 1400 - 1424, Pinacoteca Civica "Bruno Malajoli", Fabriano
- San Tommaso, 1400 - 1424, Asta Sotheby's, Londra
- Incoronazione di Maria Vergine, 1400 - 1424, Musée National d'Histoire et d'Art, Lussemburgo
- San Francesco d'Assisi, Monogramma cristologico, 1400 - 1424, Museo Piersanti, Matelica
- Madonna della Misericordia, 1400 - 1424, ex Collezione M. Rocchi, Roma
- Crocifissione di Cristo e santi, 1400 - 1424, Strossmayerova Galerija starih majstora, Zagabria
- Madonna con Bambino in trono e angeli, 1400 - 1424, Collezione privata
- Frammento di Crocifissione, ex convento di San Domenico, Museo della Carta e della Filigrana, Fabriano
- Madonna con Cristo morto, 1415–1430, Pinacoteca Nazionale di Bologna, Bologna
- Sant’Ubaldo Vescovo, proveniente da un trittico, 1415–1430, Pinacoteca Nazionale di Bologna, Bologna
- Affreschi frammentari, Chiesa di San Francesco, Gualdo Tadino.

## Stile e contesto artistico
La committenza delle opere del Maestro di San Verecondo è prevalentemente ecclesiastica. Le sue tavole ornano o ornavano chiese e conventi, tra cui San Domenico a Fabriano e San Francesco a Gualdo Tadino. La presenza del santo locale San Verecondo nelle sue opere suggerisce una committenza collegata ai monasteri di Paterno o alla comunità religiosa fabrianese
Il pittore segue la tradizione tardogotica delle Marche e dell’Umbria, con  una tavolozza sobria, figure allungate e ornamenti dorati tipici del gotico internazionale. Le sue opere dimostrano familiarità con il linguaggio cromatico e prospettico della scuola locale, pur dimostrando spunti derivati da Salimbeni e altri maestri regionali.
Secondo la critica, l’artista avrebbe giocato un ruolo nella formazione di altri pittori marchigiani più celebri, proponendo modelli iconografici e tecniche tempera su tavola.